# Amomum ranongense
Amomum ranongense là một loài thực vật có hoa trong họ Gừng. Loài này được Chayan Picheansoonthon và Piyapong Yupparach mô tả khoa học đầu tiên năm 2012 dưới danh pháp Elettariopsis ranongensis. Phân tích phát sinh chủng loại phân tử chi Amomum nghĩa rộng năm 2018 của de Boer et al. cho thấy nó thuộc về chi Amomum nghĩa hẹp, vì thế nó được các tác giả Jana Leong-Škorničková và Kristýna Hlavatá chuyển sang chi Amomum.

## Từ nguyên
Loài này được đặt theo tên tỉnh Ranong, vị trí điển hình của đơn vị phân loại này.

## Phân bố
Loài này có thể được tìm thấy ở một số địa điểm ở tỉnh Ranong (các huyện Mueang Ranong và Kapoe) ở miền nam Thái Lan, tiếp giáp biển Andaman. Môi trường sống là dưới bóng râm trong rừng thường xanh, ở cao độ 931 m (3.050 ft).

## Mô tả
Cây thân thảo lâu năm thanh mảnh. Thân rễ bò lan, thanh mảnh, mang các thân giả ở các khoảng cách. Thân giả 27,4-56,2 cm; bẹ lá nhẵn nhụi, lá không phiến 1-2. Lá 2-9; lưỡi bẹ nhẵn nhụi, dài 2–3 mm, đỉnh 2 thùy; cuống lá 2,9-7,5 cm, nhẵn nhụi, có rãnh; phiến lá thẳng 14,5–25,3 × 2,4–4,3 cm, gốc thon nhỏ dần, đỉnh nhọn đến hình đuôi, mép lá nguyên đến hơi gợn sóng và có răng cưa ở đỉnh, cả hai mặt nhẵn nhụi. Cụm hoa sinh ra từ gốc của các thân giả, với các hoa trong một cán hoa phủ phục thuôn dài; cuống dài 3,2-7,3 cm, nhẵn nhụi; lá bắc hình trứng, màu ánh nâu, nhẵn nhụi, đỉnh nhọn, 1,1-2,1 cm × 3–4 mm; lá bắc con hình mũi mác, màu trắng, nhẵn nhụi, đỉnh nhọn, 5–6 × 2–3 mm. Hoa màu trắng với dải giữa màu vàng; đài hoa hình ống, màu trắng nhưng ngả sang màu ánh lục về phía trên, dài 1,4-3,5 cm, đỉnh nhọn, nhẵn nhụi; ống tràng thanh mảnh, dài 2,9-4,7 cm; màu trắng, nhẵn nhụi, thuỳ 3; thùy lưng thuôn dài, 1,5–2,1 cm × 4–5 mm, màu vàng, nhẵn nhụi, có nắp ở đỉnh; các thùy bên thuôn dài, 1,4–2 cm × 4–5 mm, màu vàng, nhẵn nhụi; cánh giữa môi dưới hình trứng ngược, 2,1–2,6 × 1,7–2 cm, màu trắng với phần gốc màu ánh đỏ và dải giữa màu vàng, phần gốc có vuốt, phần xa 3 thùy, thùy giữa hơi có khía răng cưa; chỉ nhị 4-6 × 2–3 mm; bao phấn 3-4 × 2–3 mm; phần phụ liên kết 5-6 × 2–4 mm, đỉnh tù đến cắt cụt; bầu nhụy 3–4 × xấp xỉ 2 mm, có lông; nhụy lép 2, thanh mảnh, 5–6 × khoảng 2 mm, không bao quanh vòi nhụy. Quả nang, hình trứng, màu trắng, 1,6–1,9 × 1,4–1,8 cm, với 6–8 gờ dọc. Ra hoa tháng 3-, tạo quả tháng 4-5.
Loài này cùng với E. smithiae, thuộc nhóm Elettariopsis có cán hoa phủ phục thuôn dài. Tuy nhiên, có thể dễ dàng phân biệt nó với E. smithiae bởi các lá thẳng và quả hình trứng màu trắng với 6-8 gờ dọc.